# 제50회 아카데미상
제50회 아카데미상은 1978년 4월 3일에 열린 시상식이다. LA 도로시 챈들러 파빌리온에서 개최되었으며 사회자는 밥 호프이다.

## 후보 및 수상

### 작품상
- 애니 홀 - 찰스 H. 조프 수상
- 굿바이 걸 - 레이 스타크
- 줄리아 - Richard A. Roth
- 스타 워즈 에피소드 4 - 새로운 희망 - 게리 커츠
- 터닝 포인트 - 허버트 로스

### 남우주연상
- 굿바이 걸 - 리처드 드라이퍼스 수상
- 애니 홀 - 우디 앨런
- 에쿠우스 - 리처드 버튼
- Una Giornata particolare - 마르첼로 마스트로야니
- 토요일 밤의 열기 - 존 트라볼타

### 여우주연상
- 애니 홀 - 다이안 키튼 수상
- 굿바이 걸 - 마샤 메이슨
- 줄리아 - 제인 폰다
- 터닝 포인트 - 앤 밴크로프트
- 터닝 포인트 - 셜리 맥클레인

### 남우조연상
- 줄리아 - 제이슨 로바즈 수상
- 에쿠우스 - 피터 퍼스
- 줄리아 - 맥시밀리안 쉘
- 스타 워즈 에피소드 4 - 새로운 희망 - 알렉 기네스
- 터닝 포인트 - Mikhail Baryshnikov

### 여우조연상
- 줄리아 - 바네사 레드그레이브 수상
- 미지와의 조우 - Melinda Dillon
- 굿바이 걸 - Quinn Cummings
- 미스터 굿바를 찾아서 - 튜즈데이 웰드
- 터닝 포인트 - 레슬리 브로

### 감독상
- 애니 홀 - 우디 앨런 수상
- 미지와의 조우 - 스티븐 스필버그
- 줄리아 - 프레드 진네만
- 스타 워즈 에피소드 4 - 새로운 희망 - 조지 루카스
- 터닝 포인트 - 허버트 로스

### 각본상
- 애니 홀 - 우디 앨런 수상

### 각색상
- 줄리아 - Alvin Sargent 수상

### 촬영상
- 미지와의 조우 - 빌모스 지그몬드 수상

### 편집상
- 스타 워즈 에피소드 4 - 새로운 희망 - 폴 허쉬 수상

### 미술상
- 스타 워즈 에피소드 4 - 새로운 희망 - 존 배리 수상

### 의상상
- 스타 워즈 에피소드 4 - 새로운 희망 - 존 몰로 수상

### 음악상
- 스타 워즈 에피소드 4 - 새로운 희망 - 존 윌리엄스 수상

### 주제가상
- 그대는 내 인생의 빛 - 조셉 브룩스 수상

### 음향믹싱상
- 스타 워즈 에피소드 4 - 새로운 희망 - Don MacDougall 수상

### 시각효과상
- 스타 워즈 에피소드 4 - 새로운 희망 - John Stears 수상

### 외국어영화상
- 마담 로자 - 모쉬 미즈라히 수상

### 단편애니메이션상
- 히에카린나 - 코 호에데만 수상

### 단편영화상
- I'll Find a Way - Beverly Shaffer 수상

### 장편다큐멘터리상
- Who Are the DeBolts? And Where Did They Get Nineteen Kids? - John Korty 수상

### 단편다큐멘터리상
- Gravity Is My Enemy - John Joseph 수상

### 공로상
- 마가렛 부스 수상

### 진 허숄트 박애상
- Charlton Heston 수상

### 어빙 탤버그 상
- 월터 미리쉬 수상

### 음악스코어링상
- Little Night Music - Jonathan Tunick 수상
- 표창메달Gordon Sawyer 수상
- Sidney P. Solow 수상